# Dolenji Leskovec
Dolenji Leskovec je naselje v Občini Krško.
Po sestavi je razvlečeno naselje. Leži ob Savi in gradu Rajhenburg ter sega do drugega konca Brestanice (šola), skoraj do vznožja Bohorja, ki spada že v Četrtrno skupnost in župnijo Brestanica. Pokojne pokopavajo pri cerkvi sv. Petra v Brestanici.